# Adam Masztalerz
Adam Jakub Masztalerz (ur. 25 lipca 1925 we Lwowie, zm. 3 grudnia 2004 we Wrocławiu) – polski lekarz dentysta i ortodonta, nauczyciel akademicki.

## Życiorys
W 1941 po zajęciu Lwowa przez wojska III Rzeszy najpierw pracował jako sprzedawca w domu towarowym  „Kaufhaus des  Ostend”, a następnie jako robotnik fizyczny w obozie „Baudienstu”. W lipcu 1944 jako żołnierz  Armii Krajowej brał udział w akcji wyzwolenia Lwowa – „Burza”.  Jesienią  1944 został wcielony  w szeregi  Wojska  Polskiego jako żołnierz  II  Armii  walczył  na  ziemi  łużyckiej. W grudniu 1946 wraz  ze  swoimi  rodzicami zamieszkał w Bytomiu. W  1947 przeniósł  się  do  Wrocławia,  gdzie ukończył  szkołę  średnią, a w 1952 ukończył studia lekarsko-dentystyczne na Akademii Medycznej we Wrocławiu. Jeszcze podczas studiów pracował w Państwowym Liceum Techniki Dentystycznej we Wrocławiu i jako wolontariusz w Katedrze Protetyki Akademii Medycznej, a od 1950 r. został zatrudniony na etacie zastępcy asystenta w tej katedrze. Po studiach nakazem pracy został skierowany do Gryfowa Śląskiego, gdzie do 1955 r. pracował kolejno w przychodni rejonowej i jako społeczny inspektor stomatologii dla powiatu lwóweckiego. W 1956 został zatrudniony jako asystent w Zakładzie Ortodoncji Katedry Protetyki Akademii Medycznej we Wrocławiu, a w 1963 r. objął kierownictwo zakładu, zaś w 1965 r. kierownictwo katedry i pozostał na tym stanowisku do 1995 r.
Stopień doktora dentystyki uzyskał 7 czerwca 1961 na podstawie rozprawy  „Zmienność stłoczeń zębów u człowieka”, docentem mianowano go w 1963 r. Przewodniczący  Rady  Państwa  4 stycznia  1973 nadał tytuł profesora nadzwyczajnego nauk  medycznych, zaś w 1980 r. przyznano mu tytuł profesora zwyczajnego. W Akademii Medycznej we Wrocławiu sprawował funkcje m.in. zastępcy dyrektora Instytutu Stomatologii, od 1975 r. kierownika Oddziału Stomatologicznego, prodziekana Wydziału Lekarskiego oraz w latach 1984–1987 prorektora ds. nauki. 
Prowadził badania ewolucyjne zmian narządu żucia oraz ich wpływu na powstawanie stłoczeń zębów, norm morfologicznych u dzieci i młodzieży, opracował wskaźnik nosowo-szczękowego i pierwszą polską mapę częstości wad zgryzowych. Autor 16 monografii, 268 publikacji, promotor 16 prac doktorskich i opiekun 1 habilitacji. 
Zmarł w 2004 r. i został pochowany na cmentarzu św. Wawrzyńca.

## Odznaczenia[3]
- Krzyż  Oficerski  Orderu  Odrodzenia Polski
- Krzyż Kawalerski Orderu Odrodzenia Polski
- Srebrny Krzyż Zasługi
- Srebrny Medal „Zasłużonym na Polu Chwały”
- Medal „Za udział w walkach o Berlin”
- Medal Zwycięstwa i Wolności 1945
- Medal za Odrę, Nysę, Bałtyk
- odznaka  Armii  Krajowej  za udział  w akcji  „Burza”
- Medal 30-lecia Polski Ludowej
- Brązowy i dwukrotnie Srebrny Medal „Za zasługi dla obronności kraju”
- Medal Komisji Edukacji  Narodowej
- złota  odznaka „Za  wzorową  pracę w służbie  zdrowia”
- srebrna i złota Odznaka „Zasłużony Działacz LOK”
- Odznaka Grunwaldzka
- tytuły „Zasłużony  dla  Dolnego  Śląska”,  „Zasłużony  dla  Województwa  Wrocławskiego  i Miasta  Wrocławia”
- tytuł  „Zasłużonego  Nauczyciela”